# Лунканій-де-Жос
Лунканій-де-Жос (рум. Luncanii de Jos) — село у повіті Тіміш в Румунії. Входить до складу комуни Томешть.
Село розташоване на відстані 329 км на північний захід від Бухареста, 84 км на схід від Тімішоари.

## Населення
За даними перепису населення 2002 року у селі проживали 409 осіб, з них 405 осіб (99,0%) румунів. Рідною мовою 406 осіб (99,3%) назвали румунську.